# Comuna Udrîțk, Dubrovîțea
Udrîțk (în ucraineană Удрицьк) este o comună în raionul Dubrovîțea, regiunea Rivne, Ucraina, formată din satele Hociîn, Smorodsk și Udrîțk (reședința).

## Demografie
Componența lingvistică a comunei Udrîțk
     Ucraineană (98,8%)
     Alte limbi (1,2%)
Conform recensământului din 2001, majoritatea populației comunei Udrîțk era vorbitoare de ucraineană (98,8%), existând în minoritate și vorbitori de alte limbi.